# Iglesia Negra (Brașov)

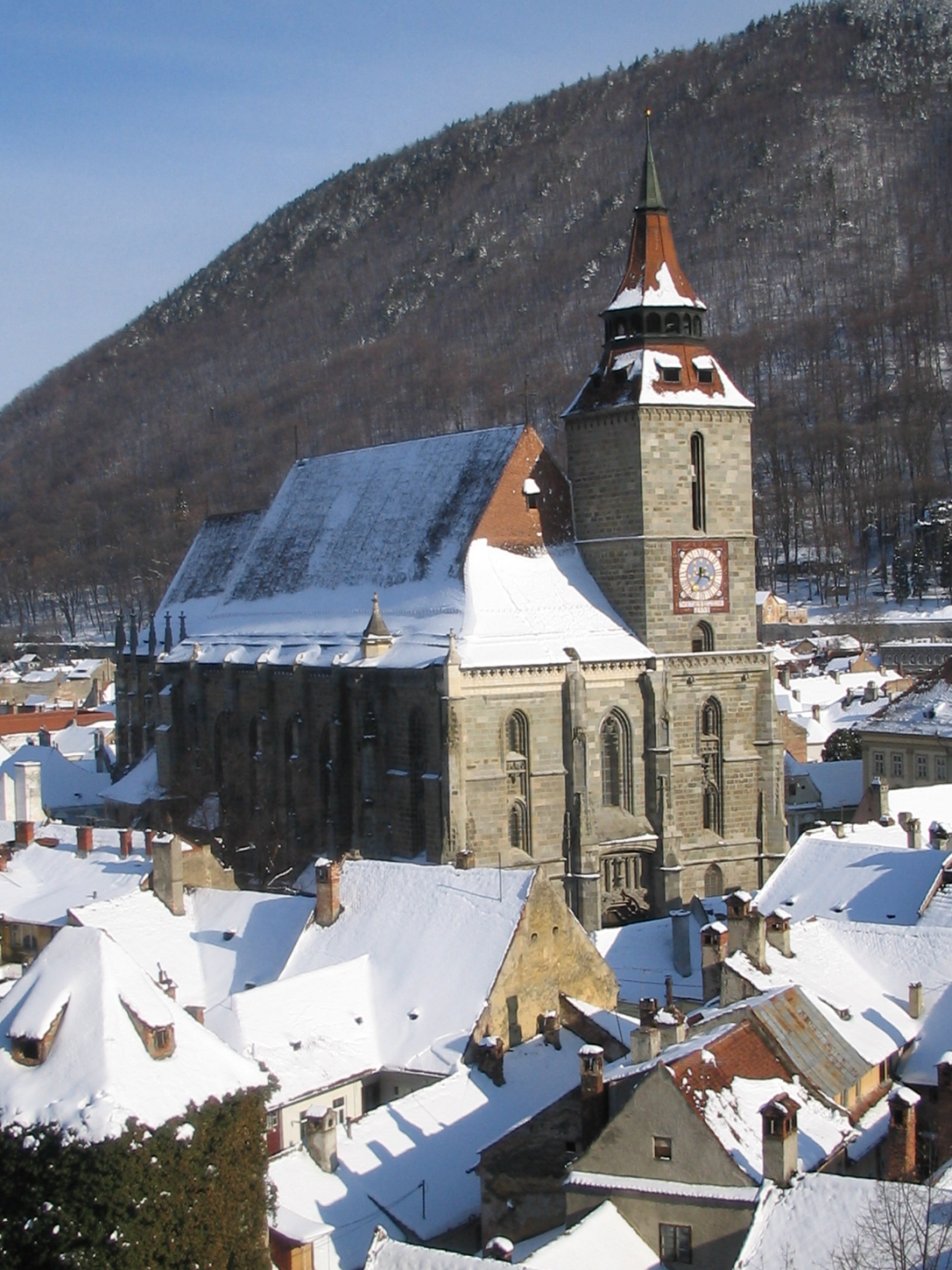
La Iglesia Negra en invierno.

Biserica Neagră o Iglesia Negra es la principal iglesia de Brașov, una ciudad del Sureste de Transilvania, en Rumanía. Construida por la comunidad de sajones transilvanos durante la década de 1380, la iglesia es hoy el mayor monumento religioso en estilo gótico del país y del Sudeste de Europa.

## Historia
Originalmente fundada como la Catedral de Santa María (Mariakirchen), la iglesia quedó parcialmente destruida tras el gran incendio causado por las fuerzas invasoras austriacas el 21 de abril de 1689. Desde entonces ha sido conocida como la Iglesia Negra (en rumano: Biserica Neagră).

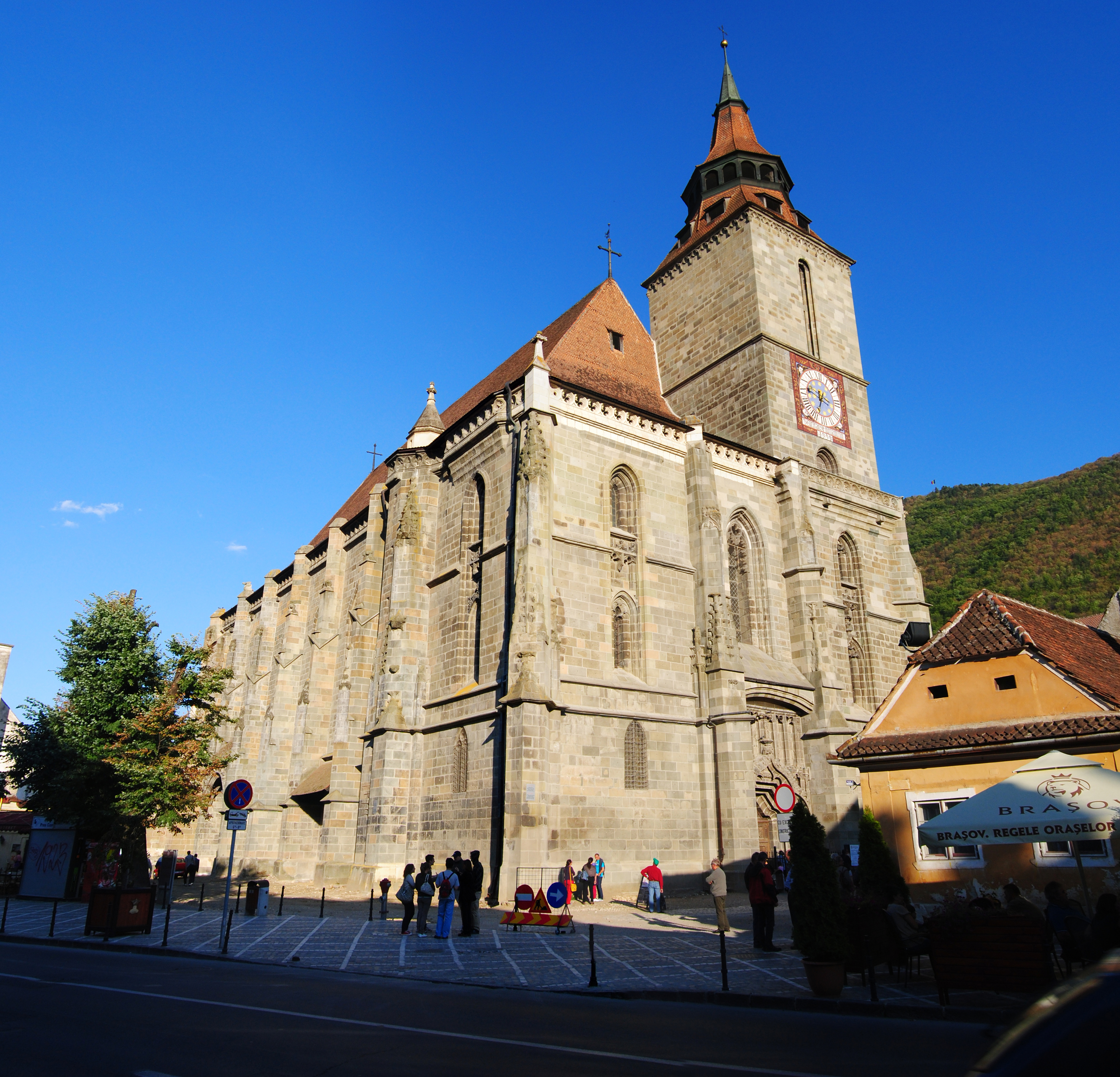
Iglesia Negra

La construcción de la iglesia comenzó en el año 1384, probablemente sobre las ruinas de una antigua capilla destruida durante la invasión mongola de 1241, y fue terminada en 1477. Los arquitectos diseñaron una basílica de tres naves, todas con la misma altura, como era costumbre en los siglos XV y XVI a través de los territorios alemanes, de donde procedían la mayoría de los arquitectos y albañiles.
Terriblemente dañada por el incendio anteriormente mencionado, la iglesia fue reparada gracias a la ayuda de albañiles venidos de Dánzig (actual Gdansk, Polonia), debido a que los trabajadores locales no contaban con el conocimiento necesario para cerrar las enormes bóvedas que fueron terminadas en estilo barroco, en lugar de gótico.
Uno de los símbolos actuales de Brașov, la iglesia, funciona hoy como un museo que puede ser visitado por cualquiera que se encuentre en el viejo centro de la ciudad. También, cada domingo tiene lugar una misa luterana para la pequeña comunidad alemana de la ciudad.
Siendo el mayor edificio de culto religioso entre Viena y Estambul, la iglesia cuenta con 89 metros de largo y una altura total de 65 metros. La Iglesia Negra cuenta también con una campana de seis toneladas de peso, la mayor de Rumanía, un impresionante órgano de 4000 tubos que puede escucharse durante los conciertos semanales, y una rica colección de alfombras de Anatolia.